# Kim Young-kwang (actor)
Kim Young-kwang (hangul: 김영광), es un actor y modelo surcoreano.

## Biografía
Su padre fue un veterano de la Guerra de Vietnam, quien murió cuando Kim estaba en sexto grado.
Se graduó de la Universidad de Hanyang.
El 12 de diciembre de 2013 Kim comenzó su servicio militar obligatorio sin embargo sólo fue reclutado durante seis meses como soldado del servicio público debido a que su padre había sido un veterano de la guerra de Vietnam, así como una persona reconocida de mérito nacional y por lo tanto, al ser hijo de una persona reconocida con el mérito nacional sólo tendría que cumplir con seis meses de servicio, por lo que fue dado de alta en junio del 2014.
Es muy buen amigo de los actores y modelos Lee Soo-hyuk, Kim Woo-bin y Hong Jong-hyun, y del actor Sung Joon, juntos son conocidos como los "Model Avengers".

## Carrera
Es miembro de la agencia "Enpino Entertainment".
En 2006 debutó como modelo para "Seoul Singles Collection Ron custom F/W".
Ha modelado en campañas y realizado sesiones fotográficas para "1st Look", "K WAVE Magazine", "GGIO2", "Esquire", "Marie Claire", "Dior Homme", "Off Road", "Vogue", "Harper’s Bazaar", "W Korea", "ELLE", "ELLE Men", "International bnt", entre otros... 
En 2011 se unió a la serie White Christmas donde interpretó a Jo Young-jae. 
En 2013 se unió al elenco recurrente de la serie Good Doctor donde dio vida a Han Jin-wook, un cálido y amable residente de cuarto año del departamento de cirugía pediátrica del hospital.
En el 2014 se unió al elenco de la serie Pinocchio donde dio vida a Seo Beom-jo, un editor de revistas de modas que abandona su trabajo y se convierte en un reportero.
Ese mismo año junto a otros artistas participaron en la campaña "Letters from Angels" del fotógrafo Jo Se Hyun, la cual es una campaña realizada a nivel nacional que tiene el objetivo de aumentar la conciencia y ayudar a difundir la importancia de la adopción.
En 2015 se unió al elenco principal del drama médico D-Day donde interpretó al doctor cirujano Lee Hae-sung.
Ese mismo año se unió al elenco de la serie Dr. Ian donde interpretó al doctor Ian/Mo Yi-an, un psiquiatra y terapeuta de hipnosis.
En 2016 se unió a la serie Sweet Stranger and Me (también conocida como "The Man Who Lives at My House") donde dio vida a Go Nan-Gil, un exgánster y el dueño de "Hong Dumplings". También se unió al drama de la web Gogh, The Starry Night donde interpretó a Kang Tae-ho, el jefe de departamento de una empresa de publicidad.
Ese unió al elenco del programa Law of the Jungle in New Caledonia donde participó junto a Yoon Park, Heo Kyung-hwan, Yuri, Cha Eunwoo y Hong Seok-cheon.
El 22 de mayo del 2017 se unió al elenco principal de la serie The Guardians (también conocida como "Lookout") donde interpretó al apasionado fiscal Jang Do-han, hasta el final de la serie el 11 de julio del mismo año.
En agosto del 2018 aparecerá como personaje principal de la película On Your Wedding Day (también conocida como "Your Wedding") donde dará vida a Woo-yeon.
Ese mismo mes se anunció que se había unido al elenco de la nueva serie Room No. 9 donde interpretó a Ki Yoo-jin, un encantador psiquiatra con una actitud cálida que oculta un lado oscuro críptico.
El 6 de mayo del 2019 se unió al elenco principal de la serie The Secret Life of My Secretary donde dio vida a Do Min-yik, el jefe del equipo 1 en "T&T Mobile Media", un hombre de corazón frío pero inteligente, que llama innecesariamente a su secretaria todo el tiempo, hasta el final de la serie el 25 de junio del mismo año.
En julio del mismo año se anunció que se había unido al elenco de la película de espías Mission Possible donde dará vida a Woo Su-han, el propietario de una agencia de investigación privada que fue miembro del grupo "707th Special Mission Group" de las fuerzas especiales.
El 17 de febrero de 2021 se unió al elenco principal de la serie Hello, Me! (también conocida como "Hello? It’s Me!") donde interpretó a Han Yoo-hyun, un chaebol de segunda generación con espíritu libre, hasta el final de la serie el 8 de abril del mismo año.
En marzo del mismo año se anunció que estaba en pláticas para unirse al elenco principal de la serie Somebody. En septiembre se confirmó su participación, con el papel de un diseñador de interiores que también es un asesino sociópata, quien sólo encuentra trabajo a través de conexiones.
En abril de 2021 comenzó el rodaje de Happy New Year, película en la que interpreta el papel de un productor de radio.
En abril de 2022, se confirmó que se uniría al elenco principal del drama Tell Me It’s Love donde dará vida a Han Dong-jin, un adicto al trabajo que se sumerge en el para soportar su lucha contra la soledad.

## Filmografía

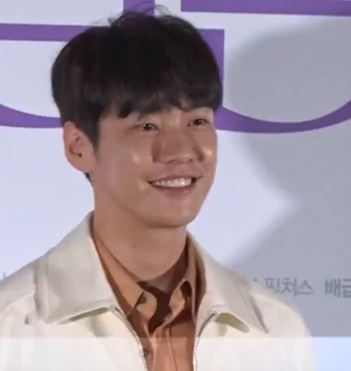
Kim Young-kwang durante las promociones de la película "On Your Wedding Day" en agosto del 2018.

### Series de televisión
| Año     | Título                          | Personaje               | Notas                           | Ref.                 |
| ------- | ------------------------------- | ----------------------- | ------------------------------- | -------------------- |
| 2008    | Worlds Within                   | Young-woong             | 16 episodios                    |                      |
| 2009    | Triple                          | Jae-wook                |                                 |                      |
| 2009    | My Fair Lady                    | Jung Woo-sung           |                                 |                      |
| 2010    | More Charming By the Day        | Lee Young-kwang         |                                 |                      |
| 2011    | White Christmas                 | Jo Young-jae            | 8 episodios                     |                      |
| 2011    | Bachelor's Vegetable Store      | Lee Seul-woo            | 24 episodios                    |                      |
| 2012    | Love Rain                       | Han Tae-sung            |                                 |                      |
| 2012    | Can We Get Married?             | Gong Ki-joong           | 20 episodios                    |                      |
| 2013    | The Secret of Birth             | Park Soo-chang          |                                 |                      |
| 2013    | Good Doctor                     | Dr. Han Jin-wook        |                                 |                      |
| 2014    | Kara: Secret Love               | Yoon Joon-moon          | 2 episodios. "13th Bucket List" |                      |
| 2014    | Plus Nine Boys                  | Kang Jin-gu             | 14 episodios                    |                      |
| 2014-15 | Pinocchio                       | Seo Beom-jo             | 20 episodios                    |                      |
| 2015    | Dr. Ian                         | Dr. Ian/Mo Yi-a         | Serie web, 9 episodios          |                      |
| 2015    | D-Day                           | Dr. Lee Hae-sung        | 20 episodios                    |                      |
| 2016    | Gogh, The Starry Night          | Kang Tae-ho             | Serie web, 20 episodios         |                      |
| 2016    | Sweet Stranger and Me           | Go Nan-Gil              | 16 episodios                    |                      |
| 2017    | The Guardians (Lookout)         | Jang Do-han             | 32 episodios                    |                      |
| 2018    | Room No. 9                      | Psiq. Ki Yoo-jin        | 16 episodios                    |                      |
| 2019    | The Secret Life of My Secretary | Do Min-ik               | 16 episodios                    |                      |
| 2021    | Hello, Me!                      | Han Yoo-hyun            | 16 episodios                    | [ 42 ]               |
| 2022    | Somebody                        | Sung Yun-oh             |                                 | [ 43 ] [ 44 ] [ 45 ] |
| 2023    | Llámalo amor                    | Han Dong-jin            | Serie web, 16 episodios         | [ 46 ]               |
| 2025    | El palacio embrujado            | El verdadero Kang Cheol | Aparición especial              | [ 47 ] [ 48 ]        |

### Películas
| Año  | Título              | Personaje        | Notas | Ref.                        |
| ---- | ------------------- | ---------------- | --- | --------------------------- |
| 2012 | Runway Cop          | Han Seung-woo    | junto a Kim Woo-bin, Lee Soo-hyuk, Park Bo-gum, Kang Ji-hwan, Sung Yu-ri                                   |                             |
| 2014 | Hot Young Bloods    | Jo Gwang-sik     | junto a Park Bo-young, Lee Jong-Suk, Lee Se-yeong, Kim Hee-won, Jeon Soo-jin. Kwon Hae-hyo y Park Bo-yeong |                             |
| 2017 | Broker              | Choi Sang-min    | junto a Lee Sung-kyung, Jung Hye-sung, Lim Ju-hwan, Song Jong-ho, Chun Ho-jin y Ko Chang-seok              | [ 49 ]                      |
| 2018 | Wonderful Ghost     | Tae-jin          | junto a Ma Dong-seok, Lee Yoo-young, Choi Gwi-hwa y Kim Ara                                                |                             |
| 2018 | On Your Wedding Day | Woo-yeon         | junto a Park Bo-young, Song Jae-rim, Shin So-yul, Seo Eun-soo y Kang Ki-young                              |                             |
| 2021 | Mission Possible    | Det. Woo Soo-han | junto a Lee Sun-bin, Oh Dae-hwan y Kim Tae-hoon                                                            | [ 50 ] [ 51 ] [ 52 ]        |
| 2021 | Happy New Year      | Seung-hyo        | junto a Lee Dong-wook, Han Ji-min, Kang Ha-neul, Lee Kwang-soo y Seo Kang-joon                             | [ 53 ] [ 54 ] [ 55 ] [ 56 ] |

### Programas de variedades

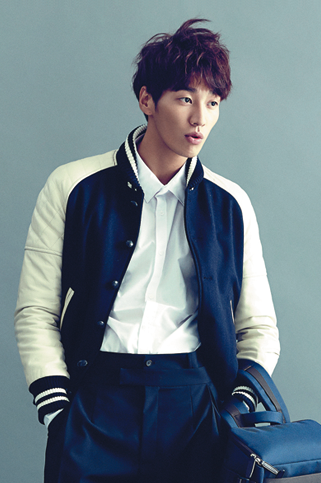
Kim Young-kwang en el 2014.

| Año  | Programa                            | Notas                                                |
| ---- | ----------------------------------- | ---------------------------------------------------- |
| 2018 | Cultwo Show                         | invitado - junto a Park Bo-young                     |
| 2018 | Movie Big Star                      | invitado                                             |
| 2018 | Law of the Jungle in Antarctica     | 4 episodios - (Ep. #311-314) - miembro               |
| 2017 | Boat Horn Clenched Fists            | (Ep. #2 - ¿?) - miembro                              |
| 2016 | Hello Kyushu                        | 2 episodios (Ep. # 1-2) - junto a Hong Jong-hyun     |
| 2016 | Law of the Jungle in New Caledonia  | 4 episodios (Ep. # 220 - 224) - miembro              |
| 2015 | Healing Camp                        | 2 episodios (Ep. # 186 - 187) - junto a Lee Soo Hyuk |
| 2013 | Infinite Challenge                  | 2 episodios (Ep. # 355, 358)                         |
| 2013 | Happy Together                      | Ep. # 310 - "Handsome Guy Special"                   |
| 2013 | Real Mate in Gold Coast (Australia) | junto a Hong Jong-hyun                               |
| 2013 | Miracle Korea                       | -                                                    |

### Presentador
| Año  | Título                    | Notas                    |
| ---- | ------------------------- | ------------------------ |
| 2020 | 56th Baeksang Arts Awards | presentador de categoría |

### Teatro
| Año  | Título           | Personaje | Notas |
| ---- | ---------------- | --------- | ----- |
| 2009 | Beautiful Sunday | Joon-seok | -     |

### Videos musicales
| Año  | Grupo/Artista       | Canción                    | Notas                                        |
| ---- | ------------------- | -------------------------- | -------------------------------------------- |
| 2013 | Kara                | "Runaway"                  | apareció en el video                         |
| 2013 | Brown Eyed Soul     | "You"                      | apareció en el video - junto a Kyung Soo-jin |
| 2011 | Park Bom            | "Don't Cry"                | apareció en el video                         |
| 2009 | XXX                 | "Why Are You Such a Nerd?" | apareció en el video                         |
| 2008 | Shin Hye-sung & Lyn | "It's You"                 | apareció en el video                         |
| 2007 | MC the Max          | "Shout for Love"           | apareció en el video                         |
| 2007 | Lee Seung-hwan      | "My Heart Is Like That"    | apareció en el video                         |

### Revistas / sesiones fotográficas
| Año  | Título            | Notas                  |
| ---- | ----------------- | ---------------------- |
| 2021 | Polham            | junto a Park Kyu-young |
| 2018 | 1st Look Magazine | junto a Park Bo-young  |

### Anuncios
| Año  | Marcas             | Notas                                                |
| ---- | ------------------ | ---------------------------------------------------- |
| 2014 | JILL by JillStuart | junto a Hong Jong-hyun - aparecieron en los anuncios |
| 2013 | Andew              | apareció en los anuncios                             |
| 2013 | Hitejinro          | apareció en los anuncios                             |
| 2010 | Lotte Card         | apareció en los anuncios                             |
| 2009 | Jin Ramen          | apareció en los anuncios                             |
| 2009 | Forte              | apareció en los anuncios                             |
| 2008 | L’OREAL            | apareció en los anuncios                             |
| 2008 | Anycall            | apareció en los anuncios                             |
| 2007 | TBJ                | apareció en los anuncios                             |
| 2007 | Hyundai Card       | apareció en los anuncios                             |
| 2007 | LG Telecom         | apareció en los anuncios                             |
| -    | Levi’s             | apareció en los anuncios                             |

## Premios y nominaciones
| Año  | Premio                                     | Categoría                               | Película / Serie      | Resultado |
| ---- | ------------------------------------------ | --------------------------------------- | --------------------- | --------- |
| 2019 | 55th Baeksang Arts Award                   | Best New Actor                          | On Your Wedding Day   | Ganó      |
| 2018 | 39th Blue Dragon Film Award                | Popular Star                            | On Your Wedding Day   | Ganó      |
| 2018 | 39th Blue Dragon Film Award                | Best New Actor                          | On Your Wedding Day   | Nominado  |
| 2018 | 2nd Seoul Award                            | Best New Actor (Film)                   | On Your Wedding Day   | Nominado  |
| 2016 | 30th KBS Drama Award                       | Excellence Award, Actor in a Miniseries | Sweet Stranger and Me | Nominado  |
| 2014 | SBS Drama Award                            | New Star Award                          | Pinocchio             | Ganó      |
| 2014 | 22nd Korea Culture and Entertainment Award | Best New Actor in a Film                | Hot Young Bloods      | Ganó      |
| 2013 | KBS Drama Award                            | Best New Actor                          | Good Doctor           | Nominado  |
| 2009 | 2nd Style Icon Award                       | Style Icon, Model category              | -                     | Ganó      |
| 2009 | Korea Tourism Organization Award           | 한국을 빛낸 100명의 위인들              | -                     | Ganó      |
| 2009 | 4th Asia Model Festival Award              | Best Fashion Model                      | -                     | Ganó      |
| 2008 | Korea Fashion Photographers Association    | Best New Model                          | -                     | Ganó      |